# Buna (Texas)
Pour les articles homonymes, voir Buna.
Buna est une census-designated place située dans le comté de Jasper, dans l’État du Texas, aux États-Unis. Sa population s’élevait à 2 137 habitants lors du recensement de 2020.